# Italo-svedesi
Un italo-svedese è un cittadino svedese di origine italiana, oppure un cittadino italiano nato e residente in Svezia. Secondo dati ufficiali dell'AIRE relativi al 2007, i cittadini italiani residenti in Svezia risultavano 7.672 e una parte di essi possiede la doppia cittadinanza. Per quel che concerne gli oriundi, il loro numero dovrebbe essere intorno alle 15.000 unità.

## Storia
Ebbero inizio nel Settecento le prime migrazioni italiane in Svezia. Tali flussi erano molto limitati e circoscritti e riguardavano principalmente stuccatori. A questi poi fecero seguito altre piccole migrazioni nel corso dell'Ottocento e nei primi del Novecento che riguardarono artigiani, soffiatori di vetro, piastrellisti, architetti, pittori e restauratori di chiese.
I flussi migratori italiani più importanti verso la Svezia iniziarono a partire dalla fine degli anni quaranta. Il 19 aprile 1947 a Roma venne stipulato un accordo tra il governo italiano e quello svedese per il reclutamento di manodopera italiana nel paese scandinavo. Questo accordo prevedeva un flusso annuale di 500 lavoratori italiani, e ciò nonostante le autorità svedesi non furono molto aperte al loro ingresso, privilegiando altre nazionalità di lavoratori stranieri come i baltici, i danesi, i finlandesi e i polacchi.
A differenza quindi, di quanto accadde in quel periodo, ad esempio, in paesi come la Germania Ovest e la Svizzera, l'immigrazione italiana in Svezia non fu particolarmente massiccia. Settori di maggiore impiego della manodopera italiana furono comunque l'industria metalmeccanica, e quella della produzione di ceramiche. Ci furono anche lavoratori autonomi, che crearono esercizi commerciali, soprattutto nel settore della ristorazione.
Per quanto concerne l'entità numerica dei flussi migratori, gli italiani che immigrarono in Svezia furono in media 500 l'anno tra gli anni quaranta e gli anni sessanta, e successivamente queste piccole migrazioni di massa cessarono.
Nel 1973 gli italiani residenti nel paese risultarono 6.809, che nel corso degli anni si ridussero a 4.786 del 1980, 3.988 nel 1990 e 4.152 nel 2000.
Ai giorni nostri non esistono più flussi migratori italiani di massa, ma si tratta perlopiù di piccoli spostamenti individuali che riguardano principalmente imprenditori.
Gli immigrati italiani in Svezia provenivano un po' da diverse regioni, anche se leggermente più numerosi sono quelli provenienti dalla Lombardia.
Le aree di maggior insediamento degli italiani nel paese furono le città industrializzate di Stoccolma, Västerås, Malmö, Göteborg, Linköping, Gustavsberg, Gävle e Hallstahammar.

## La comunità italiana e di origine italiana in Svezia
L'integrazione della comunità italiana nel paese scandinavo, nel corso degli anni, non è stata particolarmente facile e questo era dovuto principalmente alle diversità linguistiche, climatiche, culinarie e culturali, esistenti rispetto agli abitanti locali. Comunque nel complesso l'integrazione degli italiani con la società svedese può definirsi riuscita, soprattutto da parte delle seconde e terze generazioni che sono nate nel paese, e che parlano perfettamente la lingua svedese. Su quest'ultimo aspetto va detto che di questi è esiguo il numero di quelli che parlano la lingua italiana o che sono bilingui (quest'ultimo più comune ai figli di coppie miste italo-svedesi).
Generalmente l'atteggiamento degli svedesi verso gli immigrati italiani è stato abbastanza tollerante, anche perché pare che la comunità italiana non si sia resa protagonista di fatti particolarmente gravi di cronaca.
In Svezia comunque, esistono diverse associazioni italiane, tra le quali vanno ricordate la SAI (Società assistenziale italiana) fondata nel 1909, una delle prime associazioni di immigrati sorte nel paese, e la FAIS (Federazione Associazioni italiane in Svezia), la quale pubblica un periodico in lingua italiana dal titolo Il Lavoratore. Dal 2011 "Il Lavoratore" si avvale anche di un sito internet: italienaren.com che riporta notizie relative alla comunità italiana in Svezia oltre ai pdf delle uscite su carta de "Il Lavoratore".